# Nadieżda Jakowlewa
Nadieżda Władimirowna Jakowlewa z domu Łanskoj (ur. 23 stycznia 1839, zm. 8 maja 1914) – rosyjska dziennikarka, publicystka i powieściopisarka.

## Życiorys
Przyszła na świat w obwodzie kałuskim jako córka zamożnego emerytowanego porucznika Władimira Nikołajewicza Łanskoja. Uczyła się na pensji w Kałudze, a w latach 1849–1855 studiowała w Moskwie. 
Wyszła za mąż za lekarza Lwa Siemionowicza Jakowlewa (1831–1885).
Na początku lat 70. XIX wieku zaczęła działalność dziennikarską jako korespondentka petersburskiej gazety „Niediela” („Tydzień”). Relacjonowała wydarzenia w Mozyrzu, gdzie od 1868 służył jej mąż. W tekstach krytykowała działania lokalnej administracji. Po tym, jak w 1871 L.S. Jakowlew stracił w wypadku nogę i przerwał służbę, małżonkowie w 1876 przeprowadzili się do Kijowa. Jakowlewa rozwinęła tam działalność literacką, była wówczas uznaną dziennikarką. W 1877 relacjonowała warunki w szpitalach wojskowych w Kijowie pełnych rannych w wojnie rosyjsko-tureckiej. Krytykująca działanie służby zdrowia i armii dziennikarka w 1878, pod naciskiem władz, zmuszona była opuścić Kijów. W 1880 małżonkowie nabyli majątek w obwodzie smoleńskim – wieś Worotyszyno.
Po eksploracji gatunków dokumentalnych, pewna siły słowa, zajęła się powieściopisarstwem. Jest znana jako autorka powieści „Ławry i tiernija” (1884), w której opisała współczesne sobie osoby z Kijowa. Za skandalizującą powieść została pozbawiona renty przysługującej jej jako wdowie po wojskowym. Stworzyła też powieść „Obrusitieli”, w której opisała sytuację jednej z białoruskich gmin po powstaniu styczniowym. Podejmowała też temat rusyfikacji Białorusi. Inne jej teksty to: powieść „Nocznaja baboczka: prostoj, no prawdiwyj rasskaz” (1880), powieść „Nadia” (1885), „Kak żywu w prowincyi. Piśma k drugu” (1886), „Fortepiannaja fabrika I. Bekkera” (1889), „Tuda i obratno: iz  zagranicznoj pojezdki” (1891). Jej prozę i dziennikarstwo wyróżniało zaangażowanie w opisywane sprawy, walka z nadużyciami, niesprawiedliwością i bezprawiem.
Ostatnie lata jej życia spędziła we wsi Michajłowskoje, w dawnym majątku A. Puszkina, gdzie powstało schronisko dla pisarzy. Pochowana ją na cmentarzu w Swiatych Gorach.